# Myrmecocichla albifrons
Myrmecocichla albifrons là một loài chim trong họ Muscicapidae.